# Rio Beiro
O rio Beiro é um pequeno rio do sul de Espanha, que corre na província de Granada e é afluente da margem direita do rio Genil.
Nasce da serra de Alfaguara, no município de Víznar, e desagua no rio Genil nas vizinhanças de Granada, cidade que atravessa canalizado. Historicamente as suas águas procediam de vários barrancos e das escorrências geradas por perdas de água na acéquia de Aynadamar, a qual é alimentada pela nascente de Fuente Grande, em Alfacar.
O seu caudal é instável e escasso, especialmente após as sucessivas impermeabilizações da acéquia e por diversas vezes sofreu descargas poluentes procedentes das instalações fabris de Santa Bárbara, mais conhecidas como fábrica de pólvoras de El Fargue, situado na sua margem esquerda. No passado também era afetado pela antiga lixeira situada junto à estrada de Víznar, que servia toda a capital granadina e foi encerrada durante os anos 1990.
Segundo o Pano de Ordenação Territorial da Aglomeração Urbana de Granada (POTAUG), todo o vale do Beiro é considerado solo não urbanizável de proteção ecológica, e neles estão representados valores ecológicos, paisagísticos, florestai e agrícolas.